# Aumento de labios
El aumento de labios es un tipo de cirugía cosmética o procedimiento no quirúrgico que busca mejorar el aspecto de los labios mediante llenado y aumentación de los mismos.

## Historia
Los labios llenos con una línea acentuada a menudo han sido asociados con belleza y juventud. Los pueblos Tribales en todo el mundo han introducido diversos materiales a través de los labios superiores y e inferiores de ambos géneros para realzar belleza. La medida ideal percibida de labios ha variado con el tiempo; la tendencia actual en países occidentales son los labios más delgados. Ha sido sugerido que esto es porque los labios ocupan ambos lados de la cara y, al sonreír estos ocupan un punto focal importante de belleza facial global. Uno de los efectos de envejecimiento en los labios son "las líneas del fumador."
Alrededor 1900, los cirujanos probaron inyectar parafina en los labios sin éxito. La silicona líquida fue utilizada para la aumentación de labios a principios de 1960, pero se dejó de practicar treinta años más tarde debido al miedo generado acerca de los efectos de silicona en salud general.
Aproximadamente en 1980, el colágeno bovino inyectable se introdujo al mercado de la cirugía cosmética y se convirtió en el estándar de medición contra el cual otros rellenadores injectables eran comparados. Aun así, este colágeno no tiene un efecto duradero y requiere de una prueba de alergias, causando que el paciente espere al menos tres semanas antes de otra cita, después de la cual es necesario esperar un poco más para poder apreciar los resultados cosméticos.
Actualmente, los rellenos que contienen ácido hialurónico como el Restylane y el Juvederm han capturado la atención de consumidores y médicos en Europa, América del Norte, Australia y América Del sur.

## Materiales y técnicas
En 1990 con la enorme popularidad del rejuvenecimiento quirúrgico y aumento concomitante de procedimientos de cirugía cosmética en todo el mundo, más sustancias, junto con materiales biocompatibles generalmente utilizados en otras aplicaciones médicas por años, se volvieron disponibles a cirujanos para el uso en el aumento o adelgazamiento de los labios, así mismo en la restauración de labios deformes o con malformaciones.
Algunos de las primeras sustancias usadas para la aumentación de labios son:
- Autologen: injectable dérmico hecho de la propia piel del paciente. No hay ningún riesgo de alergia pero los resultados son muy provisionales porque el cuerpo absorbe el material rápidamente .
- El Colágeno requiere una prueba de alergia porque el material está extraído de la piel de bovinos. Dura de cuatro semanas a tres meses porque también es absorbido por el cuerpo. Aun así, la prueba de alergia tiene que ser observada por cuatro semanas.
- Dermalogen es tomado de la piel del paciente, y a través de un proceso de laboratorio se crea una concentración alta de colágeno que puede ser inyectado en los labios. Algunos estudios indican dura un poco más que el colágeno.
- Alloderm Es tejido, extraído de un cuerpo inerte, de un donador el cual es desnaturalizado, purificado y tratado para remover células que podrían transmitir enfermedades. Bajo una anestesia local, el Alloderm es colocado en la mucosa, o cuerpo, de los labios en rollos pequeños para hacerlos más grande. El Alloderm también puede ser colocado al bermellón, el área rosa del labio, para proporcionar definición y una frontera más aguda.
- Radiancia:  solución sintética, producida en laboratorios que contiene calcio hidroxiapatita (hueso) suspendido en un gel que ha sido utilizado en medicina por años. Algunos estudios indican que la radiancia puede durar entre tres y cinco años. Un investigador (Tzikas) encontró en un estudio de Radiancia que de 90 pacientes un 59 por ciento. cuándo eran inyectados, sentían dolor moderado a severo el cual desaparecía de dos a cinco minutos más tarde. La sustancia produjo resultados en promedio de dos años, con unos cuantos pacientes reportando un efecto que duraba de tres a cinco años. De los 90 pacientes, cuatro requirieron intervención quirúrgica debido a nódulos en los labios.[4]
- Gore-Tex implantes. En usos médicos, Gore-Tex es conocido como EPTFE, o politetrafluoroetilenoexpandido y, comercialmente conocido como Advanta, UltraSoft, y SoftForm. El EPTFE es entregado a cirujanos en cintas de 1/16 pulgadas (2.4mm) y tubos de 3/16 (3.4 mm)  de diámetro.[5]

## Procedimientos populares actuales
Desde el 2000, más productos y técnicas más eficaces y amistosas para el paciente han sido desarrolladas. La facilidad relativa de muchas inyecciones se debe a que los cirujanos han utilizado agujas de 30 y 31 mm (aproximadamente tan gruesas como una docena cabellos humanos) que se suelen usar en los labios muy sensibles. Las anestesias tópicas son a menudo utilizadas para los procedimientos de aumentación de labios .
Algunos de estas técnicas y sustancias nuevas incluyen.
- Transferencia de grasa. Los cirujanos cosechan la grasa a través de liposucción o excision de sitios en el cuerpo donde puede ser separado quirúrgicamente y posteriormente inyectado en los labios. Las aplicaciones quirúrgicas normalmente requieren anestesia general.
- Restylane, un gel, que no es obtenido de animales, muy cercano al ácido hialurónico encontrado naturalmente en el cuerpo. Según la Sociedad americana de Cirujanos Plásticos,  habían 778,000 casos de inyección de Restylane en 2006.[6] La sustancia normalmente dura seis meses y, a veces, más. Mientras Juvederm es extremadamente cercana químicamente al Restylane; muchos cirujanos informan que el anterior es ligeramente más suave de inyectar.
- Artecoll. Ambos Artecoll y ArteFill no son utilizados para inyectar en el cuerpo de los labios porque la sustancia es pesada y mostraría una coloración blanca a través de la piel delgada de los labios. Además, ambos productos contienen minúsculas microesferas conocidas como PMMA (polimetilmetacrilato) las cuales quedan en la cara permanentemente. En casos donde el Artecoll ha sido utilizado alrededor de los bordes de los labios para sacar líneas finas y arrugas, algunos pacientes han informado nódulos molestos y pequeños bultos. En unos cuantos casos, la cirugía estuvo requerida para sacar el Artecoll.[7]

## Alternativas no quirúrgicas
- Lip plumper es un producto cosmético utilizado para hacer que los labios parezcan más llenos. Este producto irrita la piel de los labios con ingredientes como Capsaicina.[8]  Esto hace que los labios se hinchen ligeramente, temporalmente creando el aspecto de labios más llenos.[8]
- Bombas de succión, unos dispositivos especiales para labios que trabajan de la misma forma que las bombas genitales, usando bombeo de vacío para aumentar la presión arterial en cada labio y para después sacarlos de a poco, por lo que es un instrumento muy adecuado para ajustar la longitud de los labios, de una manera lenta determinada como un camino paso a paso.

## Riesgos y efectos de lado
Varios estudios han encontrado que los injertos de grasa en el labio es uno de los mejores métodos para mantener un labio más lleno y suave. Cuándo los labios son sobre aumentados, los resultados pueden ser cómicos, a menudo son el blanco fácil de los periódicos sensacionalistas y poco convencionales sitios web. Esta apariencia es a veces llamado burlonamente  "Boca de trucha". Inyecciones demasiado agresivas puede conducir a bultos, mientras que en muy pocas ocasiones puede resultar en crestas.
Las reacciones comunes pueden variar desde enrojecimiento, hinchazón o picazón en el sitio de la o las inyecciónes. Otras posibles complicaciones incluyen sangrado, labios irregulares, el movimiento de los implantes o extrusión, cuando un implante se rompe a través de la superficie externa de la piel. La hinchazón y los moretones, se espera, habitualmente pueden durar de varios días a una semana.
Algunos pacientes son alérgicos a los anestésicos locales comunes, como la lidocaína y probablemente no deberían considerar las inyecciones de labio. Algunos reaccionan mal a la prueba de la piel que los pacientes deben tomar antes de recibir el colágeno. Otros pacientes que no deberían someterse a procedimientos de labios incluyen aquellos que tienen condiciones activas de la piel como el herpes labial, problemas de coagulación de la sangre, infecciones, cicatrización de los labios o de ciertas enfermedades como la diabetes o el lupus que causan cicatrización más lenta. Los pacientes con trastornos del nervio facial, hipertensión grave o herpes simplex, también deben evitar el aumento de labios. Como en todas las cirugías, los fumadores complican la finalización de su procedimiento, así como la velocidad de curación.
La transferencia de grasa puede durar más tiempo que otros materiales inyectados, pero puede ocasionar cicatrices. La longitud de tiempo que una transferencia de grasa puede durar en los labios es a menudo determinado por la cantidad de movimiento que tenga la zona y lo cerca que está a un suministro de sangre importante. Además, la grasa donante debe ser cosechada de otra área del cuerpo del paciente lo cual dejará una cicatriz muy pequeña. Sin embargo, las técnicas de recolección de grasa de donantes se han vuelto extremadamente refinadas.
Gore-tex, a pesar de sus impresionantes tasas de éxito en el aumento de labios y otros procedimientos, es un cuerpo extraño que lleva un ligero riesgo de infección o rechazado.

## Discusión
Proveedores de cirugía estética a menudo aconsejan a sus pacientes que ahora existen muchas opciones para mejorar el aspecto de los labios. La mayoría de los practicantes también admiten que el aumento de labios depende en gran medida de la habilidad del proveedor, con esa habilidad derivada de muchos años de experiencia y de la inyección en los labios de muchos tipos de pacientes. Por otra parte, el cirujano debe dominar las diversas técnicas de inyección. Con muchos inyectables, el beneficio para el paciente es un retorno inmediato a sus actividades normales, habituales. Unos cirujanos ofrecen un procedimiento conocido como aumentos con paches quirúrgicos en los que pequeñas secciones de piel cerca de los labios o dentro de la boca son extirpados y agregados a los labios. Pero la técnica no agrega volumen y alcanza solamente un ligero saliente hacia el exterior de los labios.